# 믹 칸

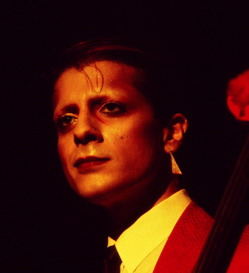

믹 칸(Mick Karn, 1958년 7월 24일~2011년 1월 4일)은 영국의 음악가이다. 영국 록밴드 재팬 멤버였다.

## 사망
2011년 1월 4일, 폐암으로 숨졌다.